# Oceanodroma leucorhoa

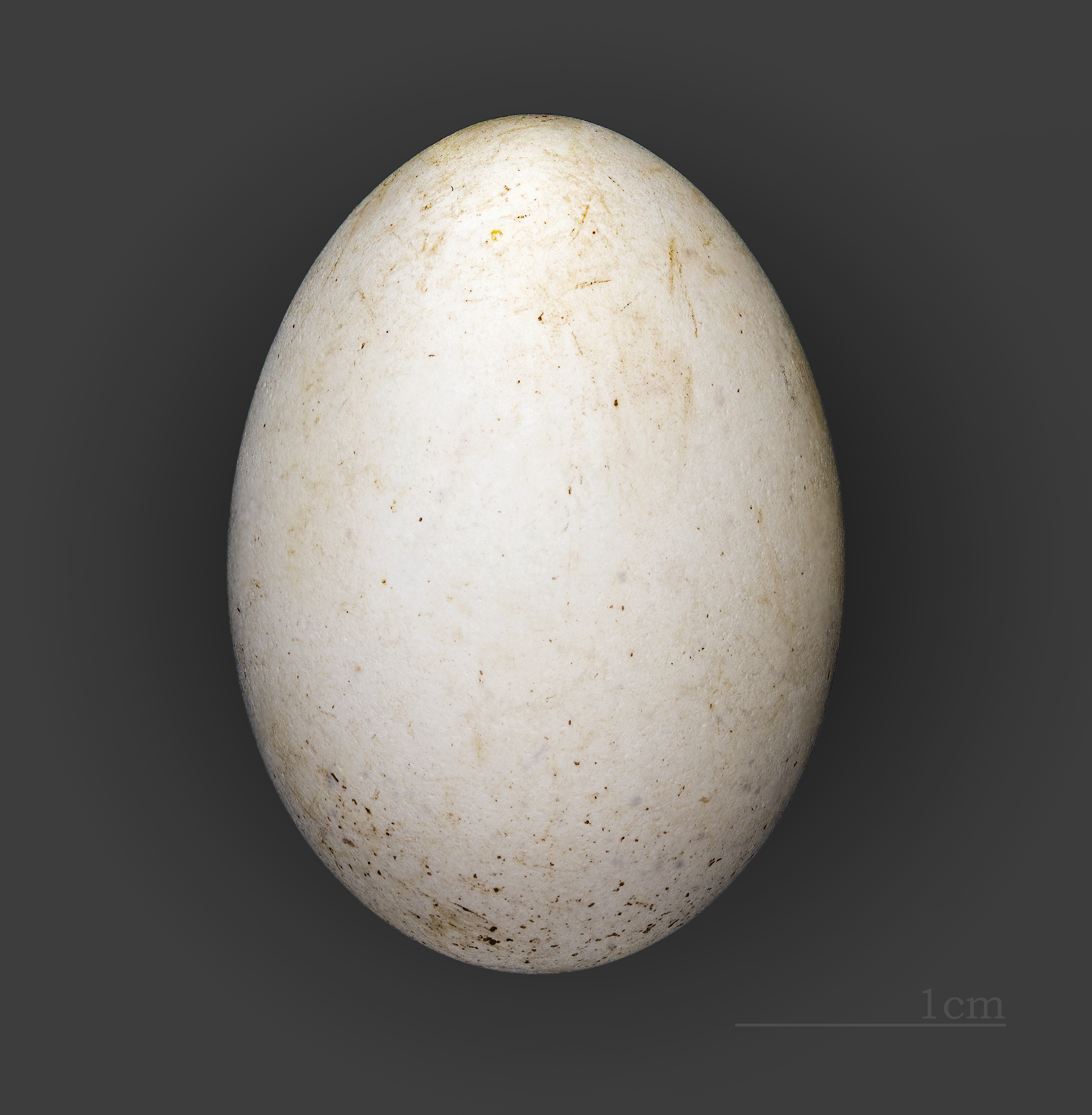
Quả trứng.

Oceanodroma leucorhoa là một loài chim trong họ Hydrobatidae.